# 1960–1961-es kupagyőztesek Európa-kupája
A KEK 1960–1961-es szezonja volt a kupagyőztesek Európa-kupája első kiírása. A kupát, az egyetlen oda-visszavágós döntővel a Fiorentina nyerte, 5–4-es összesítéssel a Rangers ellen.

## Selejtező
| 1. csapat       | Össz. | 2. csapat        | 1. mérk. | 2. mérk. |
| --------------- | ----- | ---------------- | -------- | -------- |
| Rangers         | 5–4   | Ferencváros      | 4–2      | 1–2      |
| Vorwärts Berlin | 2–3   | Rudá Hvězda Brno | 2–1      | 0–2      |

## Negyeddöntők
| 1. csapat                | Össz. | 2. csapat               | 1. mérk. | 2. mérk. |
| ------------------------ | ----- | ----------------------- | -------- | -------- |
| Borussia Mönchengladbach | 0–11  | Rangers                 | 0–3      | 0–8      |
| Austria Wien             | 2–5   | Wolverhampton Wanderers | 2–0      | 0–5      |
| FC Lucerne               | 2–9   | Fiorentina              | 0–3      | 2–6      |
| Rudá Hvězda Brno         | 0–2   | Dinamo Zagreb           | 0–0      | 0–2      |

## Elődöntők
| 1. csapat  | Össz. | 2. csapat               | 1. mérk. | 2. mérk. |
| ---------- | ----- | ----------------------- | -------- | -------- |
| Rangers    | 3–1   | Wolverhampton Wanderers | 2–0      | 1–1      |
| Fiorentina | 4–2   | Dinamo Zagreb           | 3–0      | 1–2      |

## Döntő
| 1. csapat | Össz. | 2. csapat  | 1. mérk. | 2. mérk. |
| --------- | ----- | ---------- | -------- | -------- |
| Rangers   | 1–4   | Fiorentina | 0–2      | 1–2      |

| Az 1960–1961-es kupagyőztesek Európa-kupája győztese |
| ---------------------------------------------------- |
| ACF Fiorentina 1. cím                                |

## Lásd még
- 1960–1961-es vásárvárosok kupája
- 1960–1961-es bajnokcsapatok Európa-kupája